# Уолдорф-Астория
«Уо́лдорф-Асто́рия» (англ. Waldorf Astoria) — фешенебельная многоэтажная гостиница на Манхэттене в Нью-Йорке, которая на момент постройки была самой высокой в мире.
Расположена между 49-й и 50-й улицами и Парк- и Лексингтон-авеню, представляет собой 47-этажное здание в стиле ар-деко высотой 625 футов (191 м), спроектированное архитекторами Шульце и Уивером. Это здание было самым высоким отелем в мире с 1931 по 1963 год, но его обогнала Московская гостиница «Украина» на 23 фута (7,0 м). Являясь символом гламура и роскоши, нынешний отель Уо́лдорф-Асто́рия является одним из самых престижных и известных отелей в мире. Он является подразделением Hilton Hotels, и в настоящее время под этим названием работает целый ряд высококлассных отелей по всему миру, в том числе в Нью-Йорке. Как внешний, так и внутренний вид отеля определены Комиссией по сохранению достопримечательностей Нью-Йорка в качестве официальных достопримечательностей.
Первоначальный отель Уо́лдорф-Асто́рия был построен в два этапа — отель Уо́лдорф и отель Асто́рия, что и объясняет его двойное название. Место, где был расположен отель, было в собственности семьи Астор на Пятой авеню, который был открыт в 1893 году и спроектирован Генри Дж. Харденбергом. Он был снесен в 1929 году, чтобы освободить место для строительства Эмпайр-стейт-билдинг.
После Второй мировой войны она сыграла значительную роль в мировой политике и холодной войне, кульминацией которой стала скандальная Всесоюзная конференция сторонников мира в марте 1949 года в отеле, на которой сталинизм был широко осужден. Конрад Хилтон приобрел права на управление отелем 12 октября 1949 года, и Hilton Hotels Corporation окончательно выкупила отель в 1972 году.
С 1 марта 2017 года закрыта на трёхлетнюю реконструкцию. В отремонтированном здании разместятся 375 гостиничных номеров и 375 совершенно новых жилых кондоминиумов.

## История
В конце XIX века двоюродные братья Асторы: Уильям Уолдорф и Джон Джекоб, будучи не в лучших отношениях из-за наследственной тяжбы, построили в Нью-Йорке два отеля. Первый был возведён Уильямом Уолдорфом в 1893 году на месте отцовского дома и имел 11 этажей. Второй, сооружённый Джоном Джекобом в 1897 году на месте особняка своей матери, состоял уже из 16 этажей. Оба отеля были расположены на Пятой авеню между 33-й и 34-й улицами. Несмотря на семейные распри владельцев, здания были соединены коридором и действовали как единый комплекс, получивший название «Уолдорф-Астория». Здания были выполнены в единой стилистике немецкого ренессанса. В них насчитывалось 1300 номеров и 40 холлов, что в 1890-х годах делало «Уолдорф-Асторию» самым большим гостиничным комплексом Нью-Йорка. В те же годы метрдотель Оскар Чирки разработал салат, который был назван в честь отеля.
В 1929 году комплекс был снесён, и на его месте был возведён небоскрёб «Эмпайр-стейт-билдинг». Спустя два года немного севернее от прежнего места был построен новый 47-этажный отель под таким же названием. На момент открытия он стал самым высоким отелем своего времени. Интерьеры нового отеля спроектировал Эдуард Дьюрелл Стоун.
«Уолдорф-Астории» обязаны появлением многие новшества в культуре гостиничного бизнеса, в первую очередь регулярное обслуживание номеров. Также в отеле впервые было проведено электричество в каждом номере, а женщинам позволялось проходить через главный вход без сопровождения мужчин.
В 1949 году его выкупила корпорация Hilton Hotels Corporation. Тогда же дефис в названии был заменён на знак раздела, и отель стал именоваться, соответственно, Waldorf=Astoria.
В 1982—1988 годах здание было отреставрировано, а в 1993 году получило статус достопримечательности Нью-Йорка. В 2009 году знак раздела в названии отеля был заменён на пробел.
В 2014 году владельцем отеля стал китайский страховой холдинг Anbang Insurance Group, который купил гостиницу у Hilton Worldwide за 1,9 млрд долларов. В соответствии с соглашением о продаже, Hilton Worldwide будет управлять гостиницей в течение ста лет.
Ныне в «Уолдорф-Астории» имеется три ресторана, пять холлов, сорок переговорных и 1416 номеров, в том числе 181 номер в верхней части здания.

## Известные постояльцы
Среди постояльцев отеля были бывший президент Герберт Гувер, композитор Коул Портер, генералы Брэдли, Макартур и Эйзенхауэр.

## Отель в искусстве
В «Уолдорф-Астории» было снято более 20 фильмов, в том числе «Интуиция», «У ковбоев так принято», «Поездка в Америку», «Госпожа горничная» и «Запах женщины», за роль в котором Аль Пачино получил премию «Оскар».

## Галерея

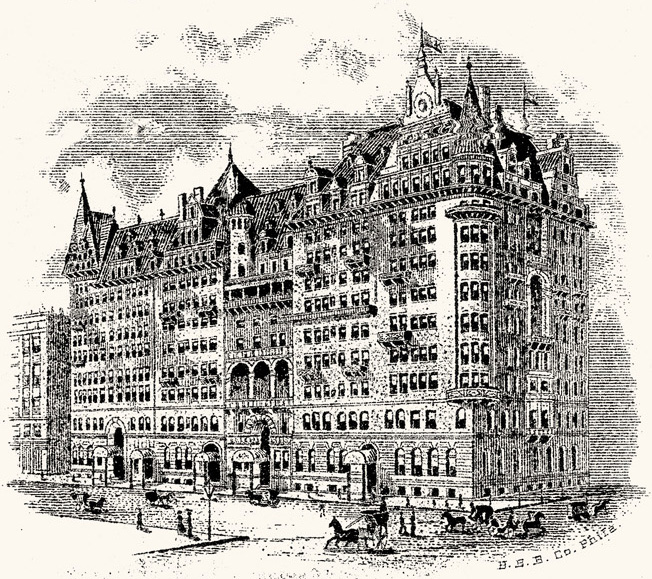
Прежние Уолдорф…
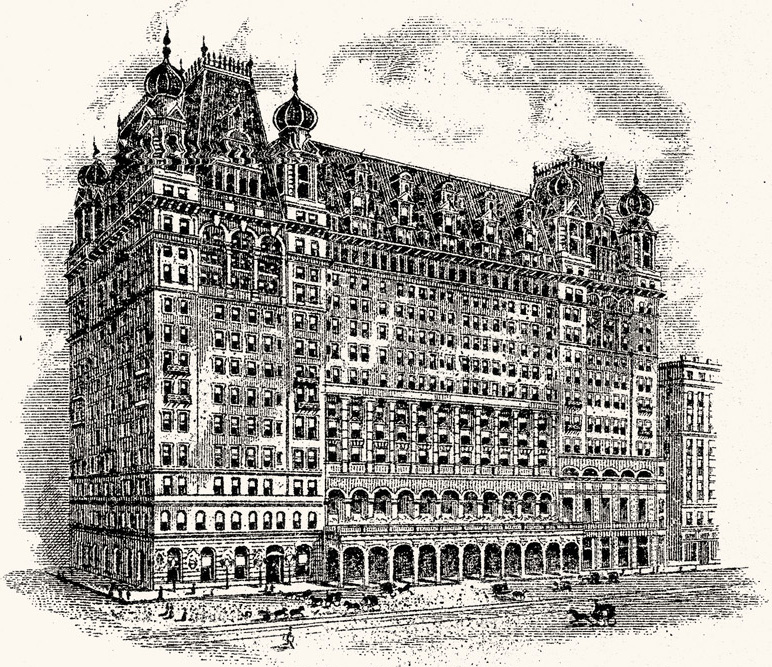
… и Астория
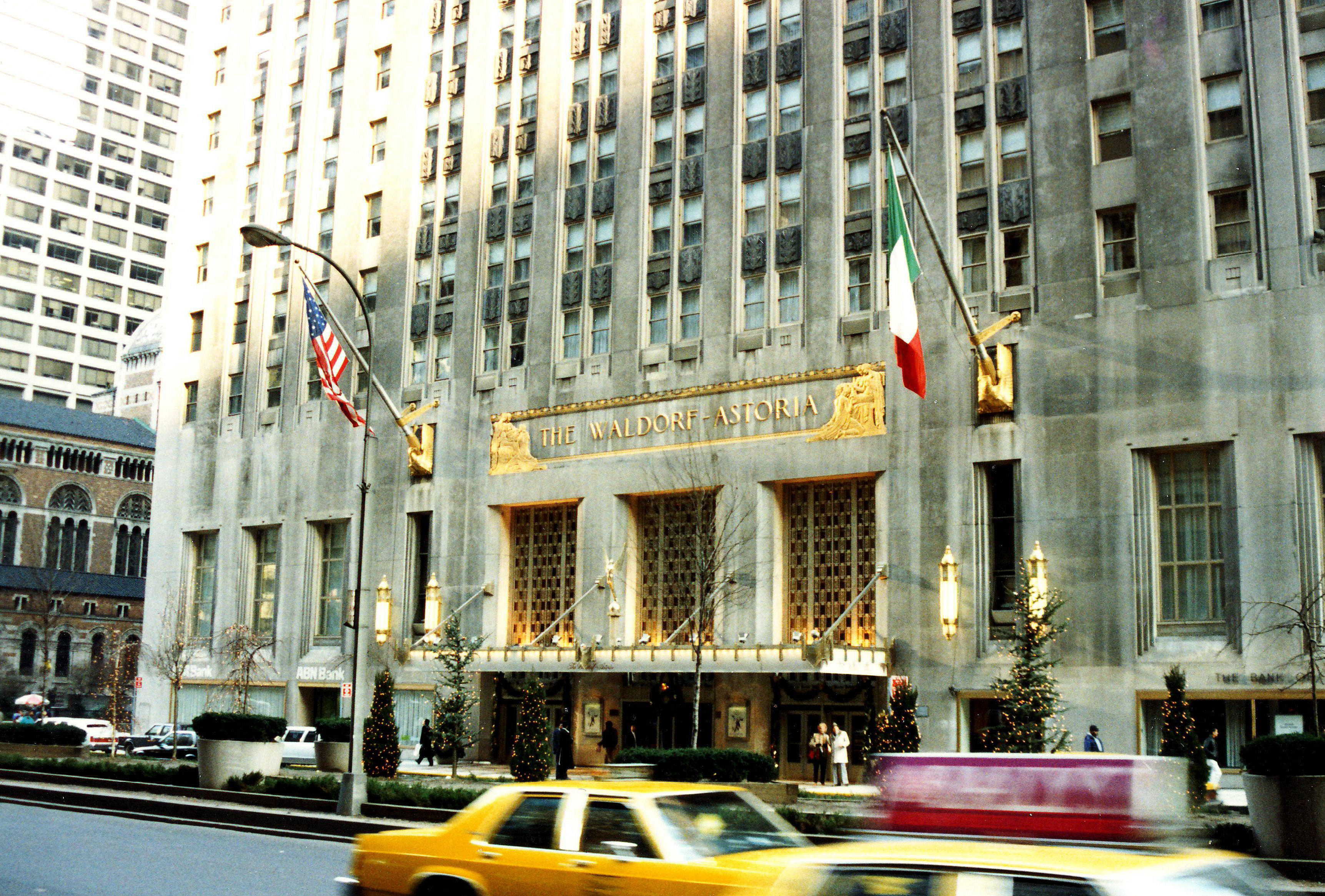
Центральный вход